# Ex Machina (2015.)
Ex Machina (ponekad naslovljen kao ex_machina ili EX_MACHINA) je znanstveno-fantastični psihološki triler nezavisne produkcije iz 2015. godine čiji je scenarist i redatelj Alex Garland, a u kojem su glavne uloge ostvarili Domhnall Gleeson, Alicia Vikander i Oscar Isaac. Radnja filma vrti se oko programera kojeg je izvršni direktor kompanije za koju radi pozvao kako bi proveo Turingov test na inteligentnom humanoidnom robotu.
Snimljen uz budžet od 15 milijuna dolara, film je u konačnici na svjetskim kino blagajnama utržio preko 36 milijuna dolara uz hvalospjeve filmske kritike. Udruženje kritičara Amerike prozvalo ga je jednim od deset najboljih nezavisnih filmova godine, a na 88. svečanoj dodjeli prestižne nagrade Oscar film je dobio dvije nominacije u kategorijama najboljeg originalnog scenarija (Garland) i najboljih vizualnih efekata od kojih je potonju i osvojio. Glumica Alicia Vikander posebno je hvaljena, a za svoju performansu u filmu nominirana je u kategoriji najbolje sporedne glumice za nagrade Zlatni globus, BAFTA-u, nagradu Empire i nagradu Saturn. Sam film dodatno je nominiran u kategoriji najboljeg britanskog filma godine za nagradu BAFTA te u kategoriji najboljeg dugometražnog filma dramske forme za nagradu Hugo.

## Radnja
Programer Caleb Smith, zaposlenik vodeće svjetske internetske tražilice naziva Blue Book, osvaja interno uredsko natjecanje čija je nagrada jednotjedni posjet luksuznom, ali izoliranom domu izvršnog direktora kompanije Nathana Batemana. Jedina osoba koja se na velikom imanju nalazi uz Nathana je njegova služavka Kyoko za koju Nathan tvrdi da ne govori engleski jezik. Nathan je izradio humanoidnog robota imena Ava koja ima umjetnu inteligenciju. Ava je već prošla jednostavan Turingov test; ono što Nathan želi od Caleba je njegovu prosudbu da li je Ava razvila svjesnost i savjesnost te da li se Caleb može s njom povezati unatoč činjenici što već unaprijed zna da se radi o umjetnom stvorenju.
Ava ima robotsko tijelo, ali ljudsko lice te je zatočena u svojoj vlastitoj sobi. Tijekom njihovih razgovora, Caleb se zbližava s Avom, a ona prema njemu počne gajiti romantične osjećaje te želju da istraži vanjski svijet. Ava je sposobna izazvati nestanak struje što za posljedicu ima privremeni prekid nadzornog sistema kojeg Nathan koristi kako bi svjedočio njihovim interakcijama pa ona i Caleb mogu imati i privatne razgovore. Nestanak struje također pokreće sigurnosni sistem koji instantno zaključava sva vrata na imanju. Tijekom jednog od tih događaja, Ava govori Calebu da je Nathan lažljivac i da mu se ne može vjerovati.
Uskoro Calebu Nathanova narcisoidnost, pretjerano konzumiranje alkohola i bezobrazno ponašanje prema Kyoko i Avi počne ići na živce. Saznaje da Nathan planira nadograditi Avu tako što će "ubiti" njezinu trenutačnu osobnost. Kada se jedne noći Nathan napije sve dok se ne onesvijesti, Caleb krade njegovu karticu kako bi mogao pristupiti svim sobama i kompjuterima na imanju. Kada promijeni Nathanov kod za pristup, otkriva da je Nathan sve prethodne modele uništio te također saznaje da je Kyoko također android. Sumnjajući da je možda i on sam robot, Caleb si razreže ruku kako bi se uvjerio da je još uvijek ljudsko biće.
Tijekom njihovog sljedećeg razgovora, Ava ponovno izazove nestanak struje. Caleb joj objašnjava što joj Nathan planira učiniti pa ga Ava moli za pomoć. Njih dvoje naprave plan: Caleb će napiti Nathana i reprogramirati sigurnosni sistem kako bi otvorio sva vrata tijekom nestanka struje umjesto da ih zaključa. Kada Ava izazove nestanak struje, ona i Caleb će zajedno pobjeći.
Nathan otkriva Calebu da je cijelo vrijeme znao za njihove tajne razgovore uz pomoć kamere koja je radila na baterije. Govori mu da je Ava trebala glumiti da joj se Caleb sviđa kako bi joj ovaj omogućio bijeg; upravo je to od početka bio pravi test te činjenica što je Ava uspješno izmanipulirala Caleba dokaz je njezine prave inteligencije. Ava izazove novi nestanak struje nakon čega Caleb otkriva Nathanu da je pretpostavljao da ih je ovaj nadgledao cijelo vrijeme te da je već ranije modificirao sigurnosti sistem. Kada vidi da je Ava napustila svoju sobu, Nathan udara Caleba i požuri se spriječiti njezin odlazak.
Uz pomoć Kyoko, Ava ubija Nathana, ali u procesu Nathan uništava Kyoko i oštećuje Avu. Ava se popravlja koristeći dijelove ranije uništenih androida te također koristeći njihovu umjetnu kožu kako bi se u potpunosti doimala ljudskom osobom. Ostavlja Caleba zatočenog na imanju, ignorirajući njegove molbe za puštanjem te bježi u vanjski svijet u helikopteru koji je bio namijenjen da Caleba preveze natrag kući.

## Glumačka postava
- Domhnall Gleeson kao Caleb Smith
- Alicia Vikander kao Ava
- Oscar Isaac kao Nathan Bateman
- Sonoya Mizuno kao Kyoko
- Symara A. Templeman kao Jasmine
- Elina Alminas kao Amber
- Gana Bayarsaikhan kao Jade
- Tiffany Pisani kao Katya
- Claire Selby kao Lily
- Corey Johnson kao Jay, pilot helikoptera

## Produkcija
Temelje onoga što će u konačnici postati film Ex Machina njegov redatelj i scenarist Alex Garland izložio je još u dobi od jedanaest ili dvanaest godina, nakon što je započeo baviti se temeljnim osnovama kodiranja i eksperimentirati na kompjuteru koje su mu kupili njegovi roditelji, a za kojeg je ponekad smatrao da ima svoj vlastiti um. Do kasnijih ideja za razvoj priče došao je nakon mnogih razgovora koje je imao s prijateljem, a koji je imao velikog iskustva iz područja neuroznanosti koji je tvrdio da strojevi nikada ne bi mogli imati osjećaje. Pokušavajući pronaći odgovor, Garland je započeo čitati razne knjige slične tematike. Tijekom pretprodukcije filma Dredd, čitajući knjigu autora Murrayja Shanahana o svijesti i utjelovljenju, Garland je doživio "otkrivenje". Ideju je zapisao i ostavio za razvoj kasnije. Shanahan je skupa s Adamom Rutherfordom postao savjetnik na filmu, a ISBN broj njegove knjige skriven je unutar samog filma za njegove obožavatelje. Ostale inspiracije za razvoj filma Garland je crpio iz filmova 2001.: Odiseja u svemiru i Altered States, kao i iz knjiga autora Ludwiga Wittgensteina, Raya Kurzweila i ostalih. Budući da je želio potpunu kreativnu slobodu (Garland nije želio napraviti akcijski film), snimio ga je uz najmanje mogući financijski budžet.
Ex Machina snimljen je kao najobičniji dugometražni film. Tijekom snimanja nisu se upotrebljavali vizualni efekti, zeleni ekrani niti bilo kakav drugi oblik pomoćnih sredstava. Svi efekti dodani su u fazi post-produkcije. Kako bi se stvorile Avina robotska kretanja, scene su snimane s glumicom, ali i bez nje što je omogućilo snimanje pozadine. Dijelovi koji su bili bitni, poput njezinih ruku i lica, u pojedinim scenama su animirani, a ostatak je dodan digitalno. Kamera i sistem kretanja tijela transferirali su njezinu performansu u kretanje robota uz pomoć CGI-ja. U konačnici iskorišteno je 800 VFX kadrova od kojih je njih 350 bilo "robotskih". Ostali specijalni efekti uključivali su Avinu odjeću, Nathanovu krv nakon što biva uboden nožem i unutrašnjost mozga umjetne inteligencije.
Snimanje filma započelo je 15. srpnja 2013. godine, a trajalo je sveukupno četiri tjedna u studijima Pinewood i dva tjedna u hotelu Juvet Landscape u Valldalenu (Norveška). Cijeli film snimljen je digitalno u 4K rezoluciji. Za potrebe snimanja filma iskorišteno je 15 tisuća malenih žarulja kako bi se izbjeglo florescentno svjetlo kakvo se često vidi u filmovima znanstvene fantastike. Uvodna scena filma snimljena je u uredima kompanije Bloomberg u Londonu.

### Glazba
Glazbu za film Ex Machina skladali su Ben Salisbury i Geoff Barrow koji su s Garlandom već surađivali na filmu Dredd. Službeni soundtrack filma u digitalnu prodaju je pušten 20. siječnja 2015. godine, a u veljači iste godine u Velikoj Britaniji na CD-u. Uz originalne skladbe u filmu se pojavljuju i dodatne pjesme:
- "Enola Gay" skupine Orchestral Manoeuvres in the Dark
- "Get Down Saturday Night" u izvedbi Olivera Cheathama
- "Husbands" skupine Savages
- "Bunsen Burner" skupine CUTS
- "Piano Sonata No 21 D. 960 in B-flat Major" (prvi stavak) kompozitora Franza Schuberta, u izvedbi Alfreda Brendela
- "Unaccompanied Cello Suite No 1 in G Major BWV 1007 – Prelude", kompozitora J. S. Bacha, u izvedbi Yo-Yo Ma

Na odjavnoj špici filma navedena je i originalna pjesma iz filma Istjerivači duhova, premda se ista spominje tek u jednoj rečenici lika Nathana.

## Distribucija
Kompanija Universal Pictures započela je s distribucijom filma Ex Machina u Velikoj Britaniji dana 21. siječnja 2015. godine nakon što je film svoju premijeru imao na filmskom festivalu BFI Southbank dana 16. prosinca 2014. godine. Međutim, kompanije Universal i Focus Features odbili su prikazivati film u Sjedinjenim Državama pa je tamošnju kino distribuciju preuzela kompanija A24. Prije početka kino distribucije u SAD-u (10. travnja 2015.) film je premijerno prikazan na festivalu South by Southwest dana 14. ožujka 2015. godine. Iako je bio predviđen i za kino distribuciju u Hrvatskoj, zbog nedostatka komercijalnog potencijala filma to se u konačnici ipak nije dogodilo.

### Marketing
Koristeći mobilnu aplikaciju Tinder kreiran je profil Ave uz upotrebu fotografije glumice Alicie Vikander. Na festivalu South by Southwest gdje je film doživio svoju američku premijeru, "Ava" se povezala s drugim korisnicima aplikacije, a tekstualne poruke odvele su korinike do Instagram profila na kojem je film promoviran. Brent Lang izjavio je da je u usporedbi sa sličnim filmovima koji su pušteni u distribuciju iste godine, Ex Machina je najviše zainteresirala mlađu publiku.

## Kritike
Film Ex Machina dobio je hvalospjeve filmskih kritičara diljem svijeta pogotovo za glumačka ostvarenja, atmosferu, vizualne efekte, glazbu te Garlandove scenarij i režiju. Na popularnoj internetskoj stranici Rotten Tomatoes film ima 93% pozitivnih ocjena temeljenih na 235 zaprimljena tekstova uz prosječnu ocjenu 8.1/10. Generalno mišljenje kritičara s te stranice je: "Film Ex Machina više se oslanja na ideje nego na efekte, ali se također radi o vizualno savršenom filmu - neobično za ovakvu vrstu znanstvene fantastike". Na drugoj internetskoj stranici koja se također bavi prikupljanjem filmskih kritika (Metacritic), Ex Machina ima prosječnu ocjenu 78/100 temeljenu na 42 zaprimljena teksta što označava "generalno pozitivne kritike".
U kritici objavljenoj na nekoliko stranica u časopisu New Scientist istaknuto je: "Rijetka je prilika vidjeti film o znanosti koji svoje gledatelje ne uzima kao intelektualne zatvorenike... Radi se o stiliziranom i cerebralnom psiho-tehnološkom trileru koji služi kao prijeko potrebna injekcija u kategoriji originalnosti znanstvene fantastike". Kritičarka Manohla Dargis je za New York Times napisala da se radi o "pametnom i lukavom filmu o ljudima i strojevima koje su oni u mogućnosti stvoriti". Kenneth Turan iz Los Angeles Timesa preporučio je film uz opasku: "Inteligentno zamišljen i uvjerljivo snimljen, film Ex Machina je zastrašujući portret fikcije o kojoj svi razmišljamo, a koja je u potpunosti moguća". Steven Rea iz Philadelphia Inquirera dao je filmu četiri od četiri zvjezdice: "Poput kazališnih glumaca koji svoje uloge praktički žive dok god traje produkcija predstave, Isaac, Gleeson i Vikander u ovom filmu rade isto".
Matt Zoller s internetske stranice RogerEbert.com hvalio je upotrebu ideja, ideala i istraživanje društvenih uloga muškaraca i žena, a sve kroz upotrebu umjetne inteligencije. Također je naglasio da su scenarij i minimalistički snimljene scene omogućile da film ode do potpuno opravdanog, iako predvidljivog kraja. Dao je filmu četiri od četiri zvjezdice uz opasku da se već sad radi o klasiku. Kritičar internetske stranice IGN Chris Tilly dao je filmu ocjenu devet od deset te nadodao: "Pojačan trima fantastičnim glumačkim performansama, redateljski debi Alexa Garlanda predstavlja obvezno štivo za svakog onoga tko je čak i najmanje zainteresiran za temu tehnologije i gdje nas ona vodi u budućnosti".

## Vanjske poveznice
- Ex Machina u internetskoj bazi filmova IMDb-a